# Manuel González (motorcoureur)

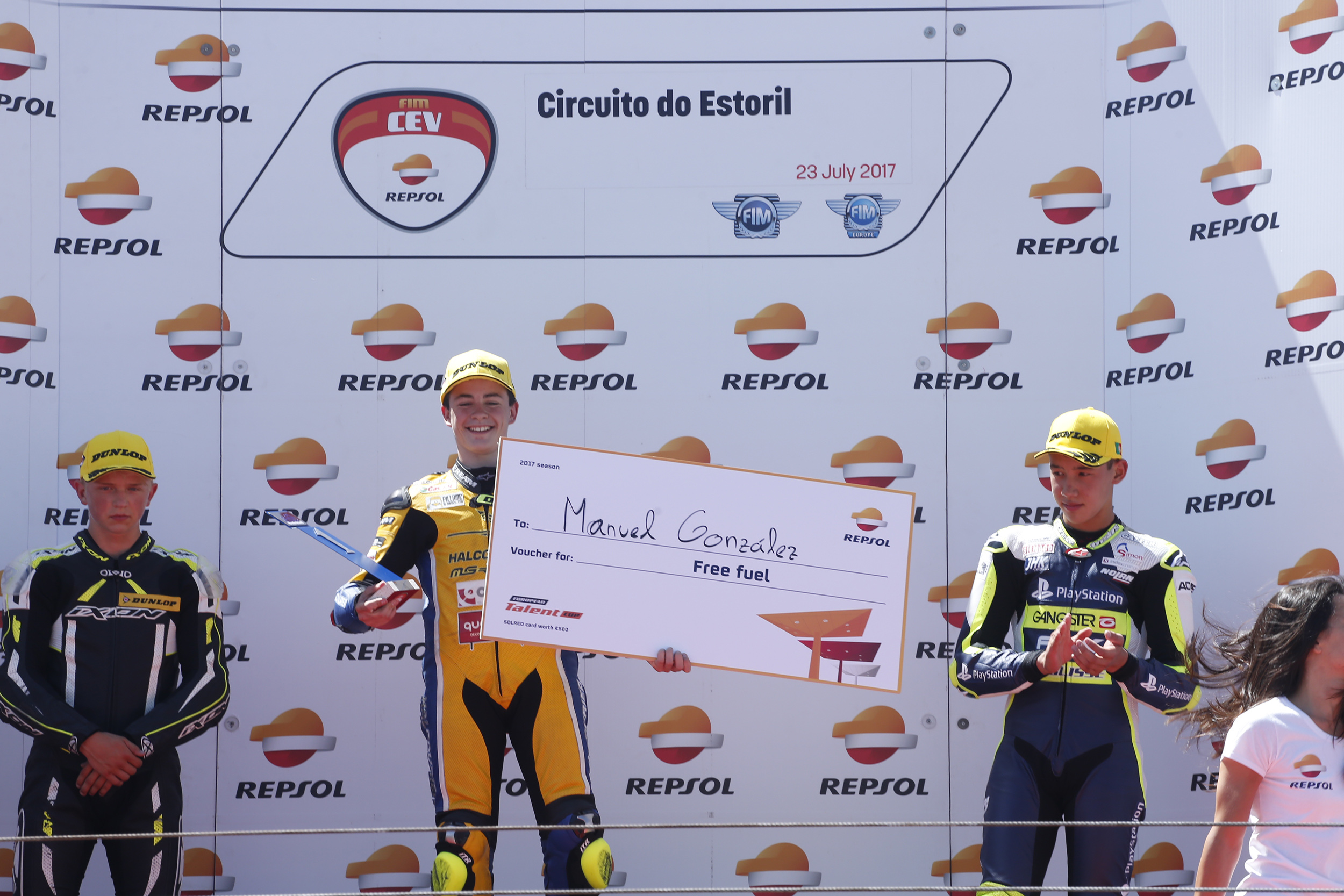
Manuel González (midden) op het Autódromo do Estoril in 2017.

Manuel González Simón (Madrid, 4 augustus 2002) is een Spaans motorcoureur.

## Carrière
González nam in 2016 deel aan de FIM MotoGP Rookies Cup. Tijdens het seizoen was een zesde plaats op het Circuito Permanente de Jerez zijn beste resultaat en hij werd met 40 punten zestiende in de eindstand. Dat jaar reed hij ook vier races in het Spaanse Moto3-kampioenschap op een Honda, maar scoorde hierin geen punten. In 2017 maakte hij de overstap naar de European Talent Cup. Op een Honda won hij een race op het Autódromo do Estoril en stond hij in vier andere races op het podium. Met 150 punten werd hij gekroond tot kampioen in de klasse. Aan het eind van het seizoen debuteerde hij tevens in het Supersport 300 World Championship op een Yamaha tijdens de race op het Circuito Permanente de Jerez, waarin hij op plaats 34 eindigde.
In 2018 reed González in het volledige seizoen van de Supersport 300 op een Yamaha. In de laatste drie races van het seizoen op het Misano World Circuit Marco Simoncelli, het Autódromo Internacional do Algarve en het Circuit Magny-Cours stond hij op het podium. Met 59 punten werd hij zesde in het kampioenschap. In 2019 stapte hij over naar een Kawasaki en won hij direct de eerste twee races op het Motorland Aragón en het TT-Circuit Assen. Op Jerez wist hij hier nog een derde zege aan toe te voegen, en in de rest van het seizoen behaalde hij nog drie podiumplaatsen. Met 161 punten werd hij gekroond tot kampioen in de klasse. Dat jaar nam hij ook deel aan een raceweekend van het Italiaans kampioenschap Supersport 300 op het Autodromo Enzo e Dino Ferrari op een Kawasaki als wildcardcoureur. Hij behaalde de pole position en de overwinning in de tweede race, terwijl hij in de eerste race tweede werd.
In 2020 stapte González over naar het wereldkampioenschap Supersport, waarin hij op een Kawasaki reed. Hij kwam tot scoren in alle races, waarbij drie zesde plaatsen op Portimão, Aragón en Magny-Cours zijn beste resultaten waren. Met 126 punten werd hij zevende in het eindklassement. In 2021 stapte hij binnen de klasse over naar een Yamaha. Hij won twee races op Magny-Cours en Barcelona en behaalde podiumplaatsen in vijf andere races. Met 286 punten werd hij achter Dominique Aegerter en Steven Odendaal derde in het kampioenschap. Dat jaar debuteerde hij tevens in de Moto2-klasse van het wereldkampioenschap wegrace tijdens de TT van Assen op een MV Agusta als vervanger van de geblesseerde Lorenzo Baldassarri. Ook in Aragón viel hij in voor Baldassarri. Hij eindigde de races respectievelijk op de plaatsen 22 en 17.
In 2022 reed González zijn eerste volledige seizoen in het WK Moto2 op een Kalex.

## Statistieken

### Grand Prix

#### Per seizoen
| Seizoen | Klasse | Motor     | Team                             | Races | Winst | Podiums | Poles | SR | Ptn   | Pos |
| ------- | ------ | --------- | -------------------------------- | ----- | ----- | ------- | ----- | -- | ----- | --- |
| 2021    | Moto2  | MV Agusta | MV Agusta Forward Team           | 2     | 0     | 0       | 0     | 0  | 0     | 33e |
| 2022    | Moto2  | Kalex     | Yamaha VR46 Master Camp Team     | 19    | 0     | 0       | 0     | 0  | 76    | 16e |
| 2023    | Moto2  | Kalex     | Correos Prepago Yamaha VR46 Team | 19    | 0     | 1       | 0     | 0  | 145,5 | 8e  |
| 2024    | Moto2  | Kalex     | QJmotor Gresini Moto2            | 20    | 1     | 5       | 1     | 1  | 195   | 3e  |
| 2025*   | Moto2  | Kalex     | Liqui Moly Dynavolt Intact GP    | 13    | 4     | 8       | 6     | 5  | 188   | 1e  |
| Totaal  | Totaal | Totaal    | Totaal                           | 73    | 5     | 14      | 7     | 6  | 604,5 |     |

#### Per klasse
| Klasse | Seizoenen  | 1e GP          | 1e podium  | 1e winst   | Races | Winst | Podiums | Poles | SR | Ptn   | Kampioen |
| ------ | ---------- | -------------- | ---------- | ---------- | ----- | ----- | ------- | ----- | -- | ----- | -------- |
| Moto2  | 2021-heden | Nederland 2021 | Qatar 2023 | Japan 2024 | 73    | 5     | 14      | 7     | 6  | 604,5 | 0        |
| Totaal | 2021-heden | 2021-heden     | 2021-heden | 2021-heden | 73    | 5     | 14      | 7     | 6  | 604,5 | 0        |

#### Races per jaar
(vetgedrukt betekent pole positie; cursief betekent snelste ronde)
| Jaar | Klasse | Motor     | 1      | 2      | 3      | 4      | 5       | 6      | 7       | 8      | 9      | 10      | 11     | 12     | 13      | 14      | 15      | 16      | 17     | 18      | 19     | 20     | 21  | 22  | Pos | Ptn   |
| ---- | ------ | --------- | ------ | ------ | ------ | ------ | ------- | ------ | ------- | ------ | ------ | ------- | ------ | ------ | ------- | ------- | ------- | ------- | ------ | ------- | ------ | ------ | --- | --- | --- | ----- |
| 2021 | Moto2  | MV Agusta | QAT    | DOH    | POR    | SPA    | FRA     | ITA    | CAT     | DUI    | NED 22 | STI     | OOS    | GBR    | ARA 17  | SMR     | AME     | EMI     | ALG    | VAL     |        |        |     |     | 33  | 0     |
| 2022 | Moto2  | Kalex     | QAT 20 | INA 18 | ARG 14 | AME 13 | POR 5   | SPA 16 | FRA 11  | ITA 20 | CAT 9  | DUI 12  | NED 9  | GBR 11 | OOS DNF | SMR DNF | ARA DNF | JPN DNS | THA 25 | AUS 5   | MAL 5  | VAL 6  |     |     | 16  | 76    |
| 2023 | Moto2  | Kalex     | POR 5  | ARG 11 | AME 10 | SPA 12 | FRA DNS | ITA 8  | DUI 6   | NED 8  | GBR 5  | OOS DNF | CAT 5  | SMR 7  | IND 5   | JPN 6   | INA 5   | AUS 13  | THA 10 | MAL DNF | QAT 2  | VAL 13 |     |     | 8   | 145,5 |
| 2024 | Moto2  | Kalex     | QAT 5  | POR 3  | AME 13 | SPA 3  | FRA 24  | CAT 22 | ITA 2   | NED 9  | DUI 12 | GBR 5   | OOS 13 | ARA 5  | SMR 4   | EMI 11  | INA 8   | JPN 1   | AUS 6  | THA 9   | MAL 11 | SOL 2  |     |     | 3   | 195   |
| 2025 | Moto2  | Kalex     | THA 1  | ARG 2  | AME 22 | QAT 3  | SPA 1   | FRA 1  | GBR DNF | ARA 9  | ITA 1  | NED 3   | DUI 4  | TSJ 3  | OOS DNF | HON     | CAT     | SMR     | JPN    | INA     | AUS    | MAL    | POR | VAL | 1*  | 188*  |

* Seizoen nog bezig.